# The Equinox

The Equinox est un ensemble de quatre volumes publiés dès 1909 par Aleister Crowley et se présentant comme l’organe de publication officiel de l’A∴ A∴ (Astrum Argentum).

## Présentation
La revue, dont le sous-titre était « The Review of Scientific Illuminism » (Revue d’Illuminisme Scientifique) — avec pour frontispice « La méthode de la science, le but de la religion » — publiait des textes hermétiques, magiques et thélémites ainsi que des écrits personnels (rituels, journaux magiques, poèmes, pièces de théâtre…) d’Aleister Crowley et les Livres Saints de Thelema. 
« The Equinox publie toutes les instructions et les promulgations de l’A∴ A∴ et de l’O.T.O. Elle publie également des poèmes, des drames, des fictions et des essais en accord avec ce programme et pour autant que l’espace disponible le permette. »
Comme son nom l’indique, The Equinox paraissait à chaque équinoxe (au printemps et à l’automne) : « The Equinox est ainsi nommée, premièrement, car elle est le Commentaire du Mot du Nouvel Æon, Θελημα, qui fut donné à l’Équinoxe des Dieux lorsque l’Enfant Couronné et Conquérant, Horus, prit la place du Dieu Mourant, Osiris ». Ensuite, en accord avec cela, la publication prend place aux équinoxes de printemps et d’automne de chaque année. »
Dans le premier numéro seront publiés trois petits livres ; le premier présente l’A∴ A∴, ses origines, son fonctionnement et son but (Un Exposé de l’A∴ A∴) ; le second est un essai issu d’une version restaurée d’un manuscrit de la G∴ D∴ ; le troisième propose une série d’expériences scientifiques destinées à « instruire les débutants dans le champ de l’Illuminisme Scientifique ».
Le Volume III, numéro 5 est le dernier numéro sorti du vivant de Crowley. Les éditions suivantes seront éditées par Motta et l’O.T.O. en proposant certains textes encore inédits de la Grande Bête 666.
Liste des volumes de The Equinox :
- Vol. I, numéro 1 : printemps 1909. Simpkin, Marshall, Hamilton, Kent & Co., Ltd.
- Vol. I, numéro 2 : automne 1909. Simpkin, Marshall, Hamilton, Kent & Co., Ltd.
- Vol. I, numéro 3 : printemps 1910. Publication privée, Londres.
- Vol. I, numéro 4 : automne 1910. Publication privée, Londres.
- Vol. I, numéro 5 : printemps 1911. Publication privée, London.
- Vol. I, numéro 6 : automne 1911. Wieland & Co.
- Vol. I, numéro 7 : printemps 1912. Wieland & Co.
- Vol. I, numéro 8 : automne 1912. Wieland & Co.
- Vol. I, numéro 9 : printemps 1913. Wieland & Co.
- Vol. I, numéro 10 : automne 1913. Wieland & Co.
- Vol. II : jamais édité.
- Vol. III, numéro 1 (Blue Equinox) : printemps 1919. Universal Publishing Co, Détroit MI
- Vol. III, numéro 2 : Jesus, Liber 888, and Other Papers — jamais édité.
- Vol. III, numéro 3 : The Equinox of the Gods. 1936. Londres, O.T.O.
- Vol. III, numéro 4 : Eight Lectures on Yoga. 1939. Londres, O.T.O.
- Vol. III, numéro 5 : The Book of Thoth

En 1975, Motta publia les Commentaires de AL sous le titre de The Equinox, Volume V, numéro 1, contenant les commentaires du Livre de la Loi écrits par Aleister Crowley et Motta lui-même. Suivront trois autres numéros :
- The Equinox, Vol. V numéro 2 — Liber LXV and comments and writings (1979).
- The Equinox, Vol. V numéro 3 — The Chinese Texts of Magick and Mysticism (1980).
- The Equinox, Vol. V numéro 4 — Sex and Religion (1981).